# プリキュアぴあ
『プリキュアぴあ』は、『映画 プリキュアオールスターズDX3 未来にとどけ! 世界をつなぐ☆虹色の花』と歴代シリーズの特集ムック（A4/オールカラー112ページ）。2011年3月2日にぴあから発売されている。

## 概要
『スイートプリキュア♪』までの全プリキュアを1人ずつ紹介して、各声優による直筆サインメッセージとプリキュアの似顔絵を大きく載っており、各テレビシリーズと映画の裏話・監督インタビュー・設定資料を完全収録した内容。
表紙イラスト及びその元となったプリキュア21人の全身イラストは『Yes!プリキュア5』シリーズのキャラクターデザイナー、川村敏江が、裏表紙及び綴じ込み両面ポスターのイラストはDXシリーズにて作画監督を務める青山充が描き下ろしたものである。
4年後の2015年3月14日には、『映画 プリキュアオールスターズ 春のカーニバル♪』の公開を記念するかたちで、「プリキュアぴあ 2015」として新装発売された。

## 豪華2大付録
1. オールスターズ21ポストカード
2. オールスターズ21綴じ込み両面ポスター（プリキュア＆変身前[2]）